# Mikromanipulator

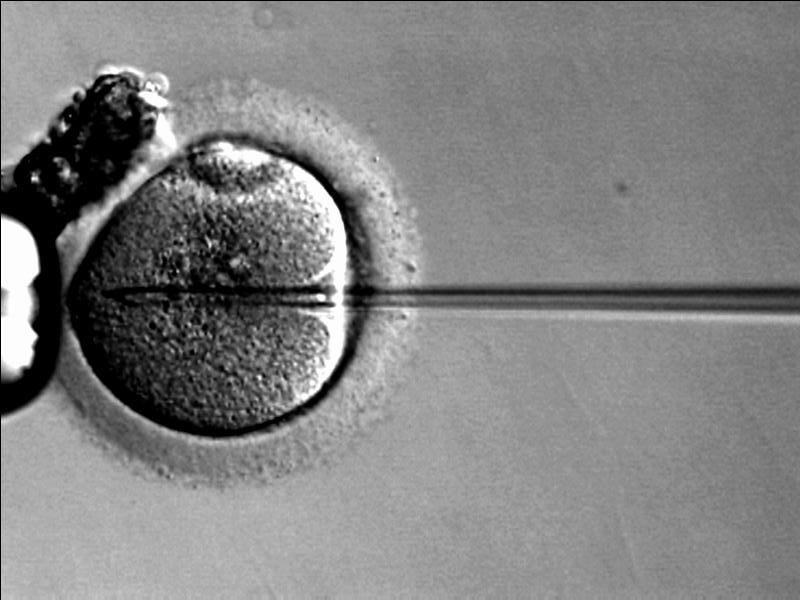
Injektion eines Spermatozyten in eine Oozyte mittels eines Mikromanipulators

Ein Mikromanipulator (engl. micromanipulator oder micro-manipulating device) mit seinen Zusatzwerkzeugen wie feinen Nadeln, Pipetten oder Elektroden ist ein Zusatzinstrument zum Mikroskop für mechanische Eingriffe an Objekten mit sehr kleinen Dimensionen (im Bereich einiger Mikrometer oder darunter wie beispielsweise Zellen, Bakterien oder Kolloidteilchen). Es wird beispielsweise in der Mikrochirurgie, in der Reproduktionsmedizin zur Zellbearbeitung und zum Positionieren der Messelektrode in der Patch-Clamp-Technik verwendet. Unter optischer Kontrolle (Mikroskop) wird der Mikromanipulator zu Operationen an Geweben und Zellen von Lebewesen verwendet. Mit sehr feinen Mikrokapillaren, Nadeln, Elektroden und anderen Instrumenten können dabei äußerst präzise Eingriffe vorgenommen werden. Die Technik wird als Mikrurgie oder Mikromanipulation bezeichnet.
Der Mikromanipulator „übersetzt“ die, bezogen auf das Untersuchungsobjekt, viel zu groben Bewegungen der menschlichen Hand in sehr feine Bewegungen der benutzten Instrumente, welche mechanisch, hydraulisch oder elektronisch gesteuert werden. Typische Mikromanipulatoren gestatten Bewegungen in allen drei Dimensionen des Raumes.
Ein Mikromanipulator wurde erstmals 1899 von S. L. Schouten in Utrecht und gleichzeitig von M. A. Barber in Kansas konstruiert. Die Methode der Mikrurgie wurde dann vor allen Dingen durch den amerikanischen Biologen Robert Chambers und den ungarischen Zoologen und Zytologen Tibor Peterfi ausgearbeitet und verfeinert.